# エドゥアール・ル・ロワ
エドゥアール・ル・ロワ（Édouard Le Roy、1870年6月18日 - 1954年11月10日）は、フランスの哲学者、数学者である。

## 生涯
1870年6月18日、パリ生まれ。1892年、高等師範学校入学。95年に、数学の教授資格取得、98年理学博士号。この時期からベルクソンの影響を受け、『道徳形而上学雑誌』に論文を発表しはじめる。ベルクソンの直観主義的思想と、当時の規約主義的諸考察に促されて形成された彼の科学論は、科学的真理を相対的なものと見なす主張を含んでおり、科学者たちからばかりでなく、科学主義に好意的な当時の共和主義的陣営からも、厳しい批判の対象となる。非合理主義、反知性主義、唯名論といったものが、この時期彼に対して投げつけられる語である。
彼自身はカトリックの信者であるが、概念や言語、知性の価値を相対化する彼の理論は、当然の帰結として、既存の教義もまた真正の直観的な宗教的経験を単に便宜的な記号に写したものに過ぎないという主張に直結することになる。この主張は、聖トマスの教義に基づいて当時の実証主義や科学主義、自由思想やプロテスタンティズムに防衛線を構築しようと努めていたローマ教会にとっては不都合なものであり、カトリック内部でも公的な批判の対象となった。
そうした論争的状況の中で、彼はまずコレージュ・ド・フランスで、そしてやがてアカデミー・フランセーズにおいて、師であるベルクソンの後継者となる。その思想は、ベルクソンの影響を長く保ちながら、道徳と宗教に関する考察にいっそう傾くものであり、また師以上に同時代の科学（相対性理論・量子力学）との密接な関係を保持し続けたものであった。
1954年11月10日死去。
| 前任 アンリ・ベルクソン | アカデミー・フランセーズ 席次7 第14代：1945年 - 1954年 | 後任 アンリ・プティオ |